# Drosophila
Drosophila (auch Fruchtfliege genannt) ist eine Gattung aus der Familie der Taufliegen (Drosophilidae). Der Name „Drosophila“ setzt sich zusammen aus altgriechisch δρόσος drósos „Tau“ und φίλα phíla „(die) liebende“.
Die Gattung steht vor einer Aufspaltung, denn sie umfasst etwa 1500 Arten, die sich aber zum Teil erheblich in Aussehen, Verhalten und Fortpflanzung unterscheiden. Daher wurde die Gattung in viele Untergattungen aufgegliedert. Wie genetische Untersuchungen gezeigt haben, sind einige Untergattungen mit Gattungen außerhalb der Drosophila-Gruppe näher verwandt als mit den meisten Untergattungen innerhalb dieses Artenkomplexes.
Zur Gattung Drosophila zählt auch die Schwarzbäuchige Taufliege (Drosophila melanogaster), die als gängiger Modellorganismus in der Genetik die bekannteste Vertreterin der Gruppe ist. Sie befindet sich derzeit in der Untergattung Sophophora, die nach einer Revision der Drosophila-Gruppe zur Gattung erhoben werden wird. Die bekannte Drosophila melanogaster wird dann Sophophora melanogaster heißen. Ein Antrag bei der ICZN auf Beibehaltung des verbreiteten wissenschaftlichen Namens durch Erklärung von Drosophila melanogaster zur Typusart wurde im März 2010 abgelehnt. Die Entscheidung wurde nach fast drei Jahre andauernden Diskussionen am 1. April 2010 bekanntgegeben. Die Typusart der Gattung ist weiterhin Drosophila funebris.

## Untergattungen (Auswahl)
Aufgrund ihrer Artenvielfalt wird die Gattung Drosophila in diverse Untergattungen aufgeteilt, deren Namen teilweise Anagramme des Gattungsnamens sind, etwa Dorsilopha oder Phloridosa. Die größte Untergattung ist Sophophora mit 332 Arten, die die bekannte Drosophila (Sophophora) melanogaster enthält.
- Chusqueophila
- Dorsilopha
- Drosophila
- Dudaica
- Phloridosa
- Psilodorha
- Sophophora (332 Arten, unter anderem D. melanogaster und D. suzukii)
- Siphlodora